# Ијех Бел
Ијех Бел (енгл. Yiech Biel; 1. јануар 1995) је атлетичар и амбасадор Високог комесаријата Уједињених нација за избеглице. Тренутно живи и тренира у Сједињеним Америчким Државама.

## Биографија
Рођен је 1. јануара 1995. у Насиру, одакле је отишао 2005. у Судан због грађанског рата. Након што је десет година живео у избегличком кампу Какума, који је један од највећих избегличких кампова на свету са преко 179.000 људи, почео је да се такмичи 2015. године када се придружио Фондацији Тегла Лоруп. Тренирао је са оснивачем фондације у Најробију, заједно са још четири атлетичара из Јужног Судана одабраних за олимпијски избеглички тим у трци на 800 метара на Летњим олимпијским играма 2016. у оквиру заједничке иницијативе Међународног олимпијског комитета и Високог комесаријата Уједињених нација за избеглице. Путовао је у двадесет и шест земаља као спортиста и заговорник избеглица, говорећи на догађајима у Њујорку и Паризу и враћајући се у Какуму. Придружио се Олимпијској фондацији за избеглице као члан управног одбора након њеног оснивања 2017. године. У име Олимпијског тима за избеглице 2016. Бел и Јусра Мардини су примили награду Стивен Соларц. У августу 2020. је изабран за амбасадора Високог комесаријата Уједињених нација за избеглице. На одложеним Летњим олимпијским играма 2020. у Токију је био менаџер Олимпијског тима за избеглице. У фебруару 2022. је изабран на осмогодишњи мандат за члана Међународног олимпијског комитета, чиме је постао прва избеглица која је то успела.

## Такмичења
| Година | Такмичење                                 | Место          | Позиција | Белешке |
| ------ | ----------------------------------------- | -------------- | -------- | ------- |
| 2016.  | Летње олимпијске игре                     | Рио де Жанеиро | 8.       | 800 m   |
| 2017.  | Азијске игре борилачких вештина           | Ашхабад        | 5.       | 800 m   |
| 2018.  | Афричко првенство у атлетици на отвореном | Асаба          | 31.      | 800 m   |